# Elisabeth Meyer
Elisabeth Meyer (1899 Tønsberg, Norsko – 1968) byla norská fotografka, která je nejznámější svými fotožurnalistickými činy z cest po Íránu a Indii ve dvacátých a třicátých letech 20. století. Mezi portrétované patří Mahátma Gándhí a Kemal Atatürk. Podle neověřených zdrojů se mohlo jednat o první ženu ze Západu cestující přes Írán.

## Život a dílo
Narodila se v roce 1899 v norském Tønsbergu do bohaté rodiny. Její otec jí věnoval sklopný fotoaparát Kodak, který mohla používat na svých cestách. Vypadá to, že se také díky tomu dárku rozhodla o své budoucí profesi. V roce 1932 vstoupila do fotografického klubu Camera Club v Oslu. V roce 1937 odjela do Berlína studovat fotografii na Reimannově škole, kde v té době studoval také Walter Peterhans a Otto Roman Croy (umělec českého původu). Před návratem do Norska pracovala v Budapešti jako učeň maďarského fotografa Jószefa Pécsiho. Období války strávila v Norsku.

## Galerie

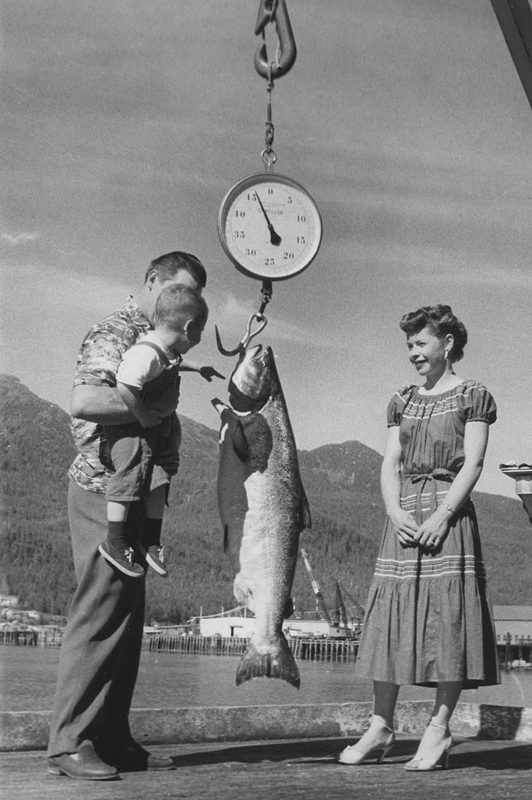
Vítěz Golden North Samon Derby, 1955
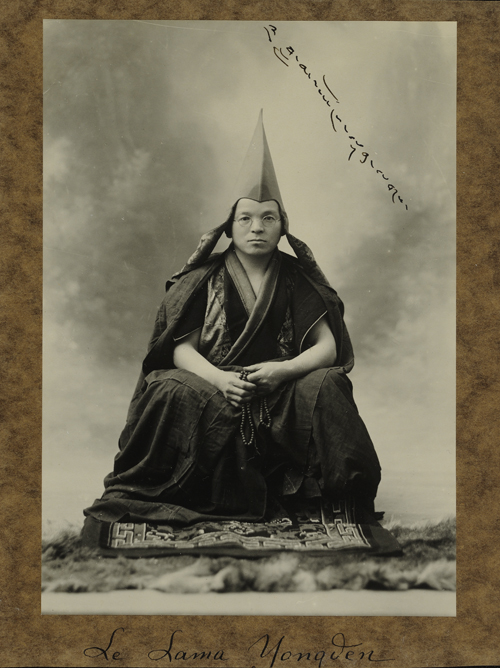
Láma Aphur Yongden
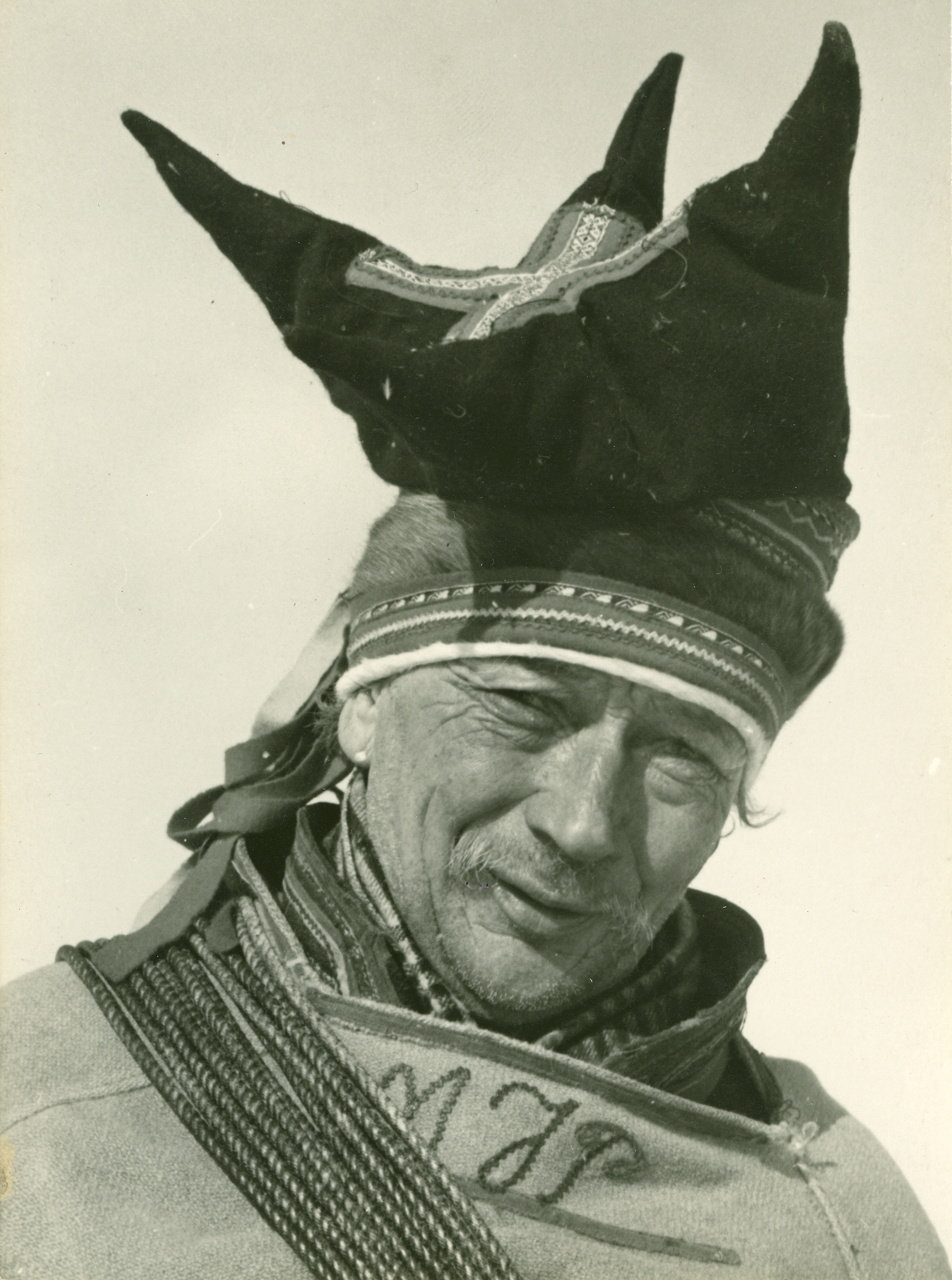
Průvodce Mattis Johansen Pentha
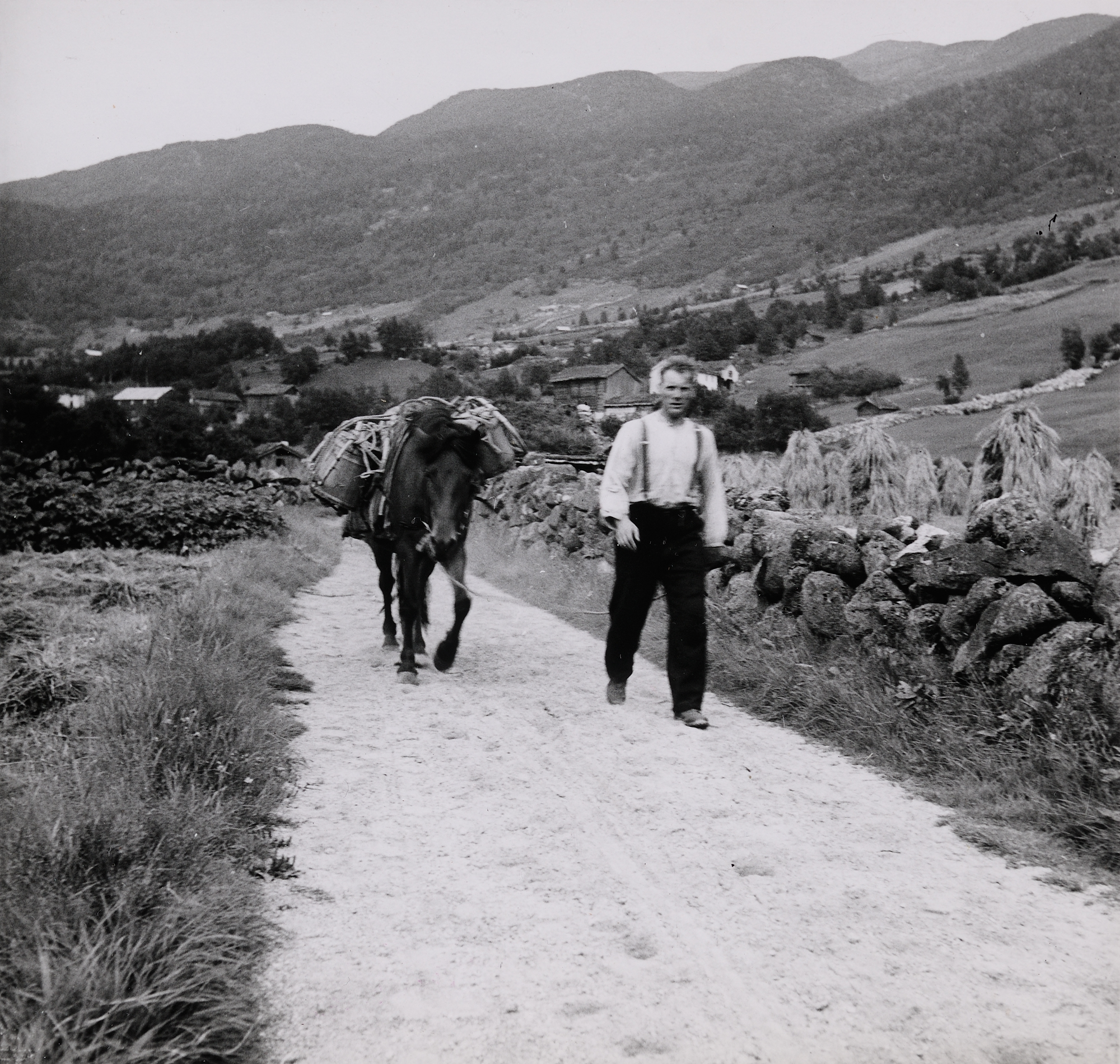
Muž s nákladním oslíkem
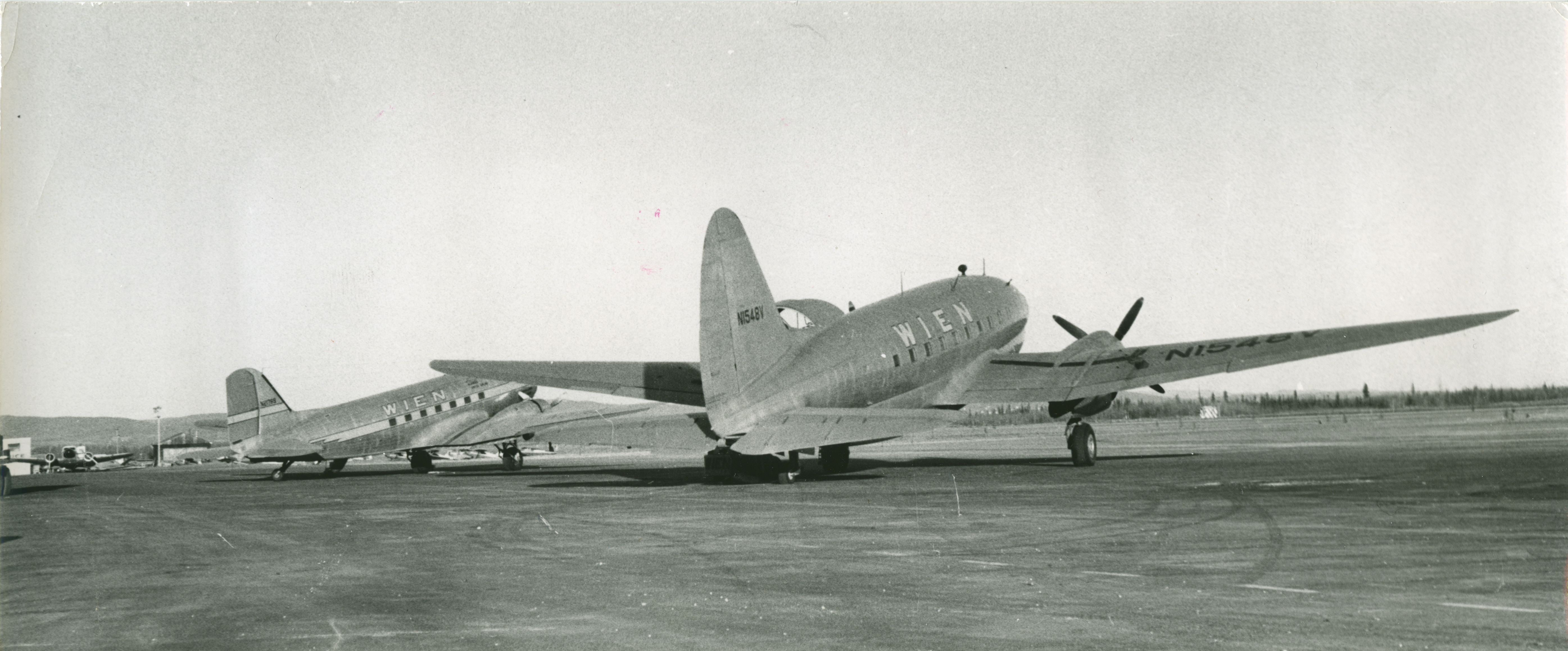
Vídeňské aerolinky, Aljaška, 1955
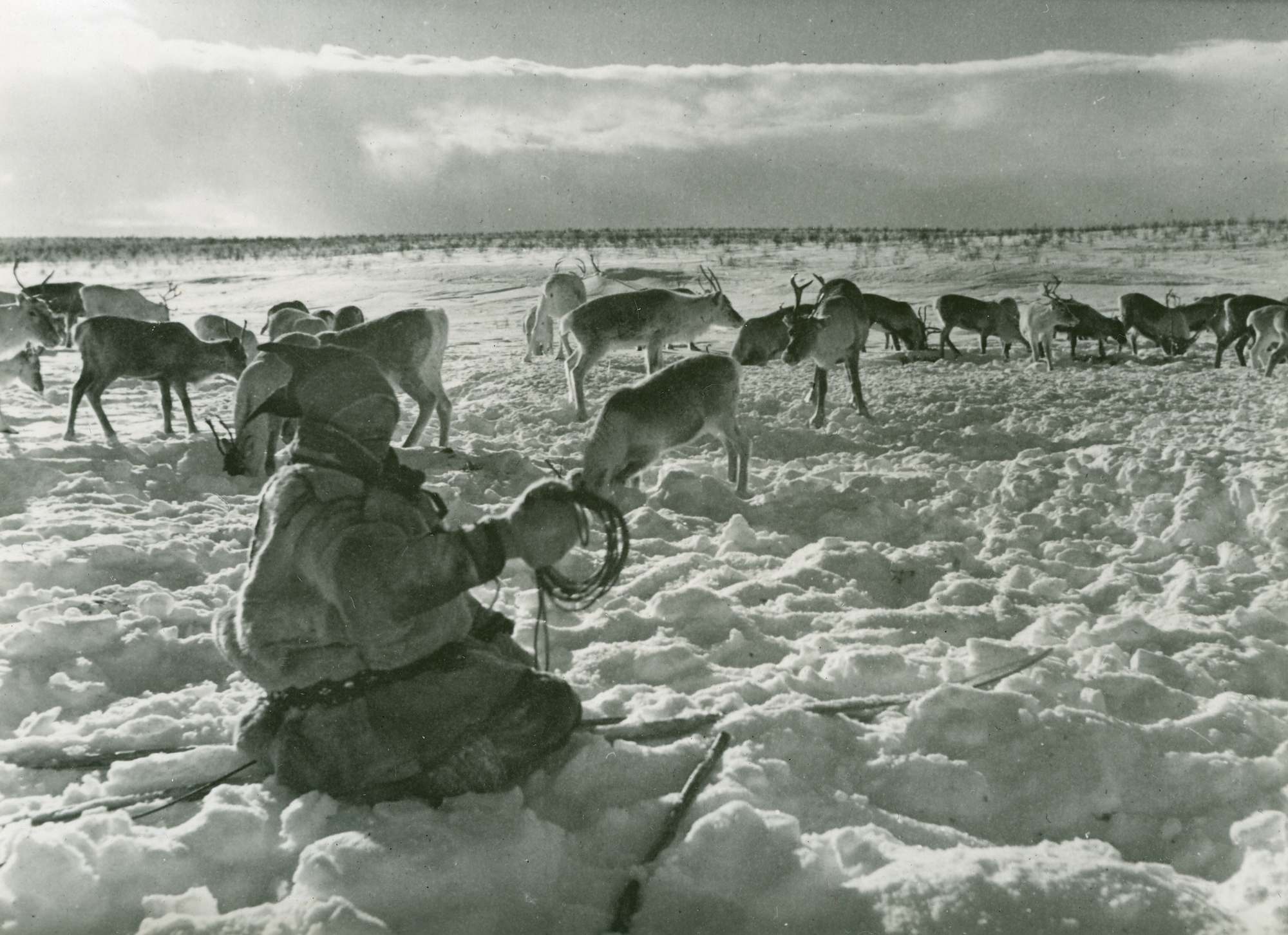
Sáma severně od polárního kruhu, Norsko
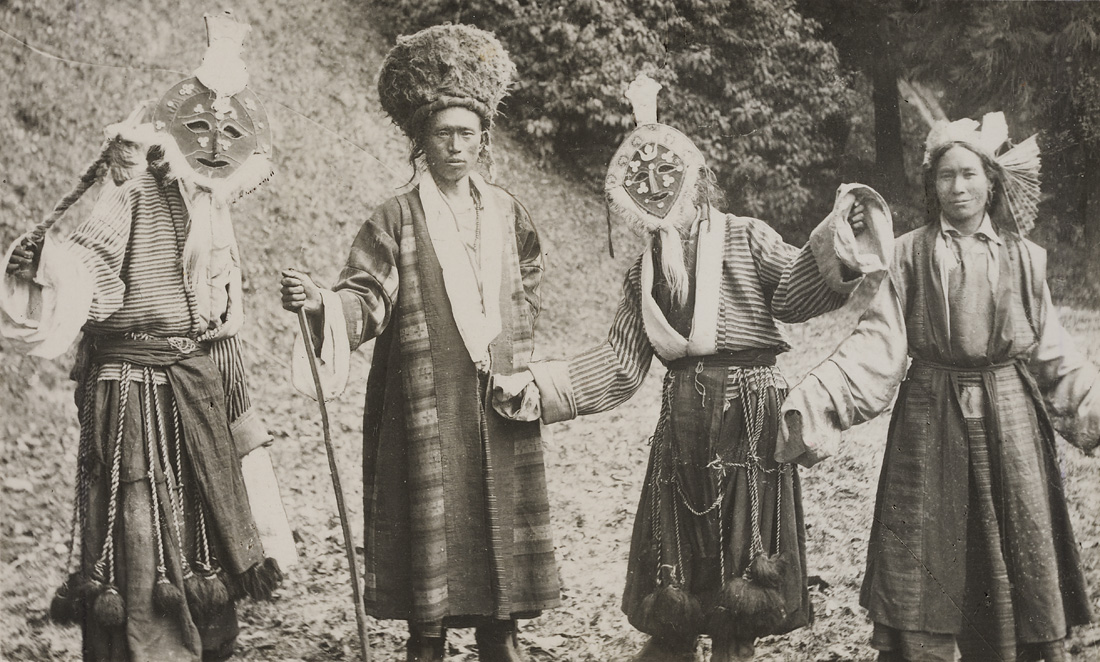
Lidé s barevnými maskami v tradičních krojích, Tibet, 1932
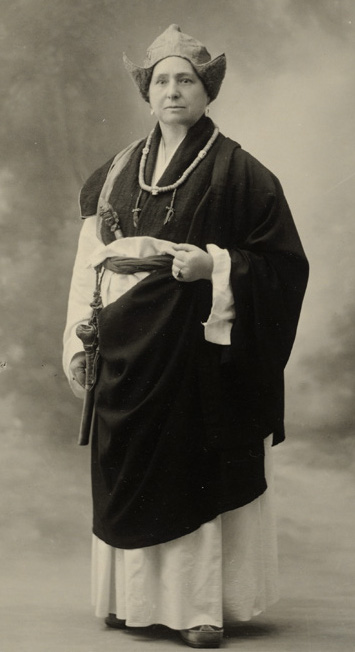
Alexandra David-Néelová, Tibet, 1933